# 34558 Annasavelyeva
34558 Annasavelyeva è un asteroide della fascia principale. Scoperto nel 2000, presenta un'orbita caratterizzata da un semiasse maggiore pari a 2,9774790 au e da un'eccentricità di 0,0318535, inclinata di 9,55042° rispetto all'eclittica.